# Мейсон (музыкант)
Ясон Хронис (нидерл. Iason Chronis; род. 17 января 1980, Амстердам), больше известен как Мейсон (англ. Mason) — нидерландский диджей и музыкальный продюсер.

## Биография
Ясон Хронис родился в Амстердаме в семье голландской актрисы Адриенны Клейвег и греческого скульптора Йоргоса Хрониса. Обе его сестры тоже были актрисами на телевидении.
Хронис начал учиться игре на скрипке в возрасте 6 лет. С 1987 по 1991 года он пел в детском хоре Kinderen voor Kinderen.
В 1995 году он начал выступать в качестве диджея, сначала в Амстердаме и его окрестностях, а затем и за рубежом. Он использовал свои навыки игры на скрипке во время своих диджейских сетов между 1999 и 2005 годами. Во время своего мирового турне Tiësto в 2004 году он играл на скрипке во время живого выступления с «Lethal Industry», а также выступал на разогреве.
В 2007 году он занял первое место в британском танцевальном чарте со своим треком «Exceeder». Новая версия трека, «Perfect (Exceeder)», представляла собой мэшап с песней американского диджея Princess Superstar «Perfect», она достигла 3-го места в британском чарте в январе 2007 года. Трек стал большим хитом во многих странах мира.
В 2008 году Мейсон запустил свой собственный лейбл Animal Language. В 2011 году он выпустил свой дебютный альбом They Are Among Us, в записи которого приняли участие Рошин Мёрфи, Дэррил Макдэниелс, Сэм Спарро, Кёртис Блоу и Aqualung. Он также имел успех в чартах в 2011 году со своей песней «Runaway», которая была современной обработкой песни «Runaway» Eruption, и «Boadicea» с участием Рошин Мёрфи. В 2014 году был выпущен второй альбом Мейсона ZOA.
В 2016 году Мейсон подписал контракт с Island Records и начал работать над материалом с американской хип-хоп исполнительницей Азилией Бэнкс. Однако после расовых и гомофобных комментариев с её стороны в Twitter он прекратил с ней сотрудничество и начал работать с британской артисткой Стеффлон Дон, что привело к выпуску сингла «Fashion Killa», который достиг 4-й позиции в британском танцевальном чарте. Эта песня также использовалась для телевизионной рекламы Boohoo.com, Deezer и «Топ-модель по-американски». Песня получила широкую поддержку на BBC Radio 1 и других национальных радиостанциях Великобритании.
В 2017 году Мейсон подписал контракт с лейблом Defected Records. На нём он выпустил сингл «Rhino», который был признан «самой горячей записью в мире» радиостанцией BBC Radio 1. Он также сотрудничал с британским продюсером Betoko и выпустил ремиксы песен Стинга и Джеймса Хайпа.
В 2018 года Мейсон выпустил «Dance Shake Move» на лейбле Skint/BMG records. Эта запись использовалась для телевизионной рекламы таких брендов, как Colgate и Vodafone. В 2019 году он выпустил Mason Remixed, сборник своих работ, ремиксованных такими артистами, как Майк Маго, Джуниор Санчес и Rex The Dog. В 2020 году Мейсон выпустил свой третий альбом Frisky Biscuits на лейбле Toolroom Records.

## Дискография

### Альбомы

#### Студийные альбомы
| Название          | Детали                                                                              |
| ----------------- | ----------------------------------------------------------------------------------- |
| They Are Among Us | - Выпущен: 17 июля 2011 - Лейбл: Animal Language - Формат: CD, цифровая загрузка    |
| ZOA               | - Выпущен: 1 сентября 2014 - Лейбл: Animal Language - Формат: CD, цифровая загрузка |
| Frisky Biscuits   | - Выпущен: 4 сентября 2020 - Лейбл: Toolroom - Формат: Цифровая загрузка            |

#### Сборники / Альбомы ремиксов
| Название                                      | Детали                                                                                           |
| --------------------------------------------- | ------------------------------------------------------------------------------------------------ |
| Top of the Clubs Volume 34                    | - Выпущен: 23 февраля 2007 - Лейбл: Kontor Records - Формат: CD                                  |
| 5 Years Electronation                         | - Выпущен: 15 октября 2007 - Лейбл: N.E.W.S. - Формат: цифровая загрузка                         |
| The Amsterdam Tapes, Vol.1                    | - Выпущен: 27 октября 2008 - Лейбл: New State - Формат: цифровая загрузка - Note: mixed by Mason |
| Mason presents: Animal Language               | - Выпущен: май 2010 - Лейбл: Mag - Формат: CD, цифровая загрузка                                 |
| Mason presents: Animal Language (Refurbished) | - Выпущен: 1 апреля 2012 - Лейбл: Animal Language - Формат: цифровая загрузка                    |
| Nite Rites                                    | - Выпущен: 26 февраля 2016 - Лейбл: Animal Language - Формат: цифровая загрузка                  |
| Toolroom Miami Poolside, mixed by Mason       | - Выпущен: 4 марта 2016 - Лейбл: Toolroom - Формат: CD, цифровая загрузка                        |
| Mason Remixed                                 | - Выпущен: 14 июня 2019 - Лейбл: Animal Language - Формат: цифровая загрузка                     |

### Синглы
| 2004 - «Helikopter» EP (Electrix) 2005 - The «Screetch» (Middle Of The Road) 2006 - «Exceeder» / «Follow Me» (Middle Of The Road) - «Exceeder» (Great Stuff) - «Bigboy Exercises» (Middle Of The Road) - «The Benedict Files» (Aleph) 2007 - «Perfect (Exceeder)» (featuring Princess Superstar) (Ministry Of Sound / Sony BMG) - «The Screetch» (Great Stuff) - «Quarter» (Great Stuff / Vendetta / Sound Division) 2008 - «When Farmers Attack» (Malente Remix) (Unique) - «Bermuda Triangle» (Hysterical Ego) - «The Ridge» (Great Stuff) 2009 - «Kippschwinger» / «Amsterdam Tape» (Animal Language) - «The Amsterdam Tape» (Blanco y Negro) - «The Ridge» (Oliver Koletzki remix) (Great Stuff) - «Front Row Chemistry» / «Capibara» (Animal Language) - «At The Hippo Bar» / «Affra» (Animal Language) - "Artex / «Intimate Express» (Pickadoll) - «Ignite» / «Who Killed Trance» (Animal Language) 2010 - «Syncom» / «The Badger» (Animal Language) - «Corrected» (featuring DMC & Sam Sparro) (Animal Language / Ministry Of Sound) - «You Are Not Alone» (Animal Language) - «Runaway» / «Let’s Get Ferretic» (Animal Language) 2011 - «Runaway» (Ministry Of Sound Australia) - «Boadicea» (featuring Róisín Murphy) (Animal Language) - «Little Angel» (featuring Aqualung) (Animal Language) 2012 - «Le Big Bob» (Animal Language) - «Superimposer» (Animal Language) - «The Kickoff» / «Chihuahua» (Animal Language) - «Solarium» — Mason & Marcos Valle (Hysterical Ego) - «Animat» (Spinnin' Records) - «Doorman» / «Scaramouche» (Animal Language) - «Get It Together» (Fool’s Gold) - «Bass Friend» (Cheap Thrills) 2013 - «Wombat» / «Maybe» (Animal Language) - «Affected» (BMKLTSCH RCRDS) - «Solid Gold» (featuring Pien Feith) (V2 Records) - «Bubba» (GND Records) - «Grotto» (Animal Language) - «A Girl Like Me» (Great Stuff) - «Peer Pressure» (Bad Life) - «Roffelo» (from Drum Kids EP) (Animal Language) 2014 - «Get Back» (Boys Noize Records) - «Someone I’m Not» (Great Stuff) - «Savantas» / «Herd On The Scene» (Animal Language) - «San Remo» / «Earmark» (Animal Language) - «Gotta Have You Back» (Animal Language) - «Salamander» / «Gotta Have You Back» (Animal Language) - «Exceeder 2014 remixes» (Armada Music) | 2015 - «Calabrese» / «Palmetto» (Secure Recordings) - «Nite Rite One» (Animal Language) - «My Love EP feat. Moonbootica» (Animal Language) - «Nite Rite Two» (Animal Language) - «Nite Rite Three» (Animal Language) - «Papapapa» (Loulou Records) - «Nite Rite Four» (Animal Language) - «Diatonic / I Knocked For Days» (Loulou Records) - «Nite Rite Five» (Animal Language) - «Nite Rite Six» (Animal Language) - "My Name Is feat. Sharam Jey " (Bunny Tiger) - «Nite Rite Seven» (Animal Language) - «Nite Rite Eight» (Animal Language) - «Nite Rite Nine» (Animal Language) 2016 - «Bubblebath feat. Loulou Players» (Loulou Records) - «Nite Rite Ten feat. Danielle Moore» (Animal Language) - «Dance Bodies (feat. Plus Instruments)» (Club Sweat) - «Do The Do» (Toolroom) - «Wurrkit» (Loulou Records) - «My Ritual / Let It Go» (Animal Language) - «Fashion Killa» (Island Records) UK) - «Mason & Yolanda Be Cool — Xylophobia» (Sweat It Out) - «Body Rock» (Loulou Records) - «This Ain’t No Disco EP» (Bunny Tiger) - «Jigsaw» (Bunny Tiger) - «Bubblebath feat. Loulou Players remixes» (Loulou Records) - «I Like It» (Animal Language) - «Live On Dreams» (Kittball Records) 2017 - «Everybody EP» (Sweat It Out) - «Toucan» (Animal Language) - «Rhino» (Defected) - «Freaky Girlsss» (Loulou Records) - «Mason & Betoko — Rumble In The Jungle / Amalia» (Bunny Tiger) - «Chronology EP» (Animal Language) 2018 - «Take A Chance» (Toolroom) - «Dance, Shake Move» (Skint/BMG UK) - «Stop Start Slow Fast feat. The Manor» (Island Records UK) - «Disruptor» (Loulou Records) - «Reminders Of You» (featuring Alex Clare) (Spinnin' Deep) 2019 - «Banzai» (Animal Language) - «Bang Bang» (Animal Language) - «Drowning In Your Love feat. Jem Cooke» (Another Rhythm) - «Amphibia EP» (Reptile Dysfunction) - «Rhythm In My Brain» (Toolroom) - «Take It Down feat Slang» (Another Rhythm) - «Do I Look Ridiculous / Sparta» (Loulou Records) 2020 - «Mind Goes Off EP with DJ Glen» (Animal Language) - «Nightwalker» (Skint) - «Loosen Up» (Toolroom) |

### Ремиксы
| 2005 - Don Diablo — «Blow your speakers» (Mason Remix) (Sellout Sessions) 2006 - Malente — «Revolution» (Mason Remix) (Unique) - Don Diablo — «Never 2 Late to die» (Mason Remix) (Sellout Session) - Loft 17 — «So Ready» (Mason Remix) (Molto) - Monoloop — «Hypersentual» Love (Mason Remix) (Sugaspin) - Crime Club — «The Beast» (Mason Remix (Tiger Records / Kontor) - Beatfreakz — «Superfreak» (Mason Remix) (Data / Ministry of Sound) - Patrick Alavi — «Quiet Punk» (Mason Remix) (King Kong) - The Ordinary Boys — «Lonely at the Top» (Mason Remix) (B-Unique) - Joseph Armani presents: Corkscrew — «Elbow» (Mason Remix) (Craft Music) - The Age Of Steam — «Disco Mafia» (Mason Remix) (CR2) 2007 - Kid Dusty — «Constant Rising» (Mason Remix) (Python) - Cygnus X — «The Orange Theme» (Terry Toner & Mason remix) (Be Yourself Music) - Don Diablo — «Blow your speakers» (Mason Remix) (Ministry of Sound) - «Breathe» (Mason Remix) - Groove Rebels — «Breakpoint» (Mason Remix) (Hammerskjoeld / Media) - Shocka — «Style Attract Play» (Mason Remix) (featuring Honeyshot) (Factory) - Freeform Five — «No More Conversations» (Mason Remix) (Universal) - Mazi & Duriez — «This Is Not A Follow Up» (Mason Remix) (Brique Rouge) - DJ DLG — «XESS» (Mason Remix) (Pickadoll) 2008 - Junkies — «Konijntje» (Mason Remix) (Magnetron Music) - Noisia — «Gutterpump» (Mason Remix) (Skint) - Hadouken! — «Declaration Of War» (Mason Vocal / Dub mix) (Atlantic) - Gabriella Cilmi — «Save the Lies» (Mason Vocal / Dub mix) (Warner) - Robyn — «Cobrastyle» (Mason Vocal Dub mix) (Konichiwa) - Moby — «Im In Love» (Mason’s Glowsticks-Mix) (Mute) 2009 - Martin Solveig — «One 2.3 Four» (Mason’s Dark Disco Mix) (Mixture) - Tommy Trash — «Stay Close» (Mason mix) (Ministry Of Sound Australia) - Rex The Dog — «Prototype» (Mason’s Animal Language mix) (Hundahaus) 2010 - JCA & TAI — «Yalla Yalla» (Mason remix) (Great Stuff) - Evil Nine — «Stay Up» (Mason remix) (Gung-ho) - Nelsen Grover — «Awake» (Mason Remix) (Animal Language) 2011 - Glenn Morrison — «Tokyo Cries» (Mason’s Smallroom Mix) (Blackhole) - Jesse Rose — «Non Stop» (Mason Remix) (Made To Play) - Zoo Brazil — «Tear The Club Up» (Mason Remix) (Refune) - Disco Of Doom — «Alice Cooper» (Mason’s Schools Out Rework) (Discobelle Records) | 2012 - Nobody Beats The Drum — «Blood On My Hands» (Mason’s Na Na Na Na Remix) (Basserk) - Steve Aoki & Angger Dimas — «Steve Jobs» (Mason Remix) (Dim Mak / Ultra) - Petite Noir — «Till We Ghosts» (Mason Remix) (Bad Life) - Sharam Jey — «Put Ya!» (Mason Remix) (Disco Fisco) 2013 - Wende — «Devils Pact» (Mason Remix) (BMG) - De Jeugd van Tegenwoordig — «De Formule» (Mason Remix) (Magnetron Music) - 2 Unlimited — «Tribal Dance» (Mason Remix) (Armada) - Wannabe A Star — «PartyParty» (Mason’s Downtempo Mix) (STRFCKR) - Headz Up — «Onoria» (Mason Remix) (No Brainer) 2014 - Bottin — «Poison Within» (Mason Remix) (Bear Funk) - Yolanda Be Cool — «Sugar Man» (Mason Remix) (Club Sweat) - Worthy — «Handle It» (Mason Remix) (Anabatic Records) - Stop Television — «Change Strange» (Mason Remix) (Animal Language) 2015 - Copy Club — «The Sun, The Moon, The Stars» (Mason Remix) (Spinnin') - Janne Schra — «Carry On» (Mason Remix) (Embassy Of Music) - Auxiliary Tha Masterfader — «Feel For U» (Mason Remix) (Animal Language) - Arling & Cameron — «Good Times» (Mason Remix) (DUZT) - Kraak & Smaak — «All I Want Is You» (Mason Remix) (Jalapeno Records) 2016 - Da Chick! — «Do The Clap» (Mason Remix) (Discotexas) - Jack Garratt — «Worry» (Mason Remix) (Island Records) - Mat Zo — «Sinful» (Mason Remix) (Mad Zoo) - Keljet ft. Holychild — «What’s Your Sign» (Mason’s Capricorn Remix) (Universal) - Vanilla Ace & Neari — «Watch Out Now» (Mason’s Favela Remix) (Mix Feed) - Mighty Mi ft. Gran Puba — «Shake With Me» (Mason Remix) (Toolroom) - Endor feat. Feral is Kinky — «Fever» (Mason Remix) (Warner Music) - Cowgum — «We Love Amy» (Mason Remix) - Falco Benz — «Like Today» (Mason Remix) (Magnetron Music) 2017 - James Hype — «More Than Friends» (Mason Remix) (Warner UK) - 1Click featuring Sting — «Running Down Again» (Mason Remix) - Boy 8 Bit — «Want You» (Mason Remix) (Eton Messy) - Jean Bacarezza & Loulou Records — «Get Up» (Mason Remix) (Bunny Tiger) 2018 - Beau Battant — «Dance Alone» (Mason & Joost van Bellen Remix) (Drive In) - Sharam Jey feat. Little Boots — «Fridaycity» (Mason Remix) (Bunny Tiger) 2020 - Girl Ray — «Friend Like That» (Mason Remix) (Moshi Moshi) - Gettoblaster — «Break Em Off» (Mason Remix) |